# 神田コウヤ
神田 コウヤ（かんだ コウヤ、1995年12月20日 - ）は、日本の男性総合格闘家。千葉県我孫子市出身。THE BLACKBELT JAPAN所属。第11代DEEPフェザー級王者。

## 来歴
父親が格闘技を好きで幼いころからパラエストラ千葉ネットワークで格闘技を習う。
小学校1年生で柔道、小学校4年生からレスリング、その後キッズ柔術を習う。柔術、グラップリングの試合で優勝した経験を持つ。
千葉県立我孫子東高等学校、大東文化大学ではレスリング部に所属。全国高校総体や全国高校生選手権で活躍をする。
明治杯ベスト8、東日本学生選手権優勝、全日本学生選手権準優勝、天皇杯ベスト8という成績を残す。
大学卒業後、総合格闘家に転向。
2018年6月30日、総合格闘技デビュー戦となったDEEP 84 IMPACTにて平澤宏樹と対戦し、1RにグラウンドパンチによるTKO勝ちを収めた。
2020年8月9日、RIZIN初出場となったRIZIN.22 - STARTING OVER -にて関鉄矢と対戦し、2Rにスタンドパンチ連打によるTKO負けを喫した。関の対戦相手の内村洋次郎が練習中の怪我により欠場したため、急遽代役としての試合だった。
2021年2月21日、DEEP 100 IMPACT〜20th Anniversary〜にて、DJ.taikiと対戦し3R判定勝ち。試合後のマイクで「小学校1年生の時にPRIDEに憧れて、PRIDEのチャンピオンになるためにこの道場に入門しました。RIZINで必ずチャンピオンになるので皆様、応援よろしくお願いします」と感極まりながら話した。
2021年12月12日、DEEP 105 IMPACTのDEEPフェザー級タイトルマッチにて王者の牛久絢太郎と対戦し、1-4の判定負けを喫し王座獲得に失敗した。
2022年5月8日、DEEP 107 IMPACTで青井人と対戦し、3Rにダウンを奪われるも肘打ちでダウンを奪い返し、パウンドで3RKO勝利。
2022年11月12日、DEEP 110 IMPACTで中村大介と対戦し、3R判定勝利を収めた。
2023年2月11日、DEEP 112 IMPACTのDEEPフェザー級暫定王者決定戦で五明宏人と対戦し、5-0の判定勝ちを収め、暫定王座を獲得した。
2023年5月27日、UFCの契約を賭けてRoad to UFC Season2:Shanghaiのフェザー級トーナメントに参戦。トーナメント一回戦でイーブーゲラと対戦し、3-0の判定勝ちを収め、準決勝に進出した。
2023年8月27日、Road to UFC Season2:Singaporeのフェザー級トーナメント準決勝でリー・カイウェンと対戦し、0-3の判定負けを喫し準決勝敗退となった。
2023年12月21日、第10代フェザー級王者の牛久絢太郎がバンタム級転向により王座を返上し、これにより神田が第11代DEEPフェザー級王者として正規認定された。
2024年3月9日、DEEP 118 IMPACTのDEEPフェザー級タイトルマッチで青井人と再戦し、互角の勝負となるも、2-3の判定負けを喫し借りを返される形で王座から陥落した。
2024年7月14日、DEEP 120 IMPACTで木下カラテと対戦するも、神田が計量で1.9kgオーバーしたためキャリア初の計量失敗となり、神田にイエローカード2枚（減点2）が与えられ木下が勝利した場合のみ公式記録とする条件で行われ、やや優勢な展開だったがイエローカードを与えられた影響もあり1-2の判定負けを喫した。試合後、徐々に体が大きくなっていることから減量苦もあるため、今後は1階級上のライト級に階級変更することも検討すると話した。

## 人物
- サウスポー。O型。足のサイズ：29cm。得意技は反り投げ（スープレックス）、肘打ち。柔術：茶帯。3兄弟の次男。
- PRIDEの大ファン。PRIDEを見て総合格闘家になると決めた。好きな選手はヒョードルや五味隆典など。
- 尾崎豊、ブルース・リー、なかやまきんに君のファン。計量とリングコールの時にブルース・リーのポーズをとる。愛犬家。好きな食べ物はチキンケバブ、松屋チーズ牛丼特盛。嫌いな食べ物はパクチー、もやし入りラーメン。牡蠣を食べて救急車で運ばれる。
- ルックス・スタイルが良く、控えめで穏やかな口調の真面目な好青年。好きな女性のタイプは年上で包容力がある人、垂れ目、ケツアゴ。

## 戦績

### プロ総合格闘技
| 総合格闘技 戦績 | 総合格闘技 戦績 | 総合格闘技 戦績 | 総合格闘技 戦績 | 総合格闘技 戦績 | 総合格闘技 戦績 | 総合格闘技 戦績 |
| --------------- | --------------- | --------------- | --------------- | --------------- | --------------- | --------------- |
| 21 試合         | (T)KO           | 一本            | 判定            | その他          | 引き分け        | 無効試合        |
| 14 勝           | 7               | 0               | 7               | 0               | 0               | 0               |
| 7 敗            | 2               | 1               | 4               | 0               | 0               | 0               |

| 勝敗 | 対戦相手         | 試合結果                                            | 大会名                                                | 開催年月日     |
| ○    | 佐々木大         | 2R 1:13 TKO（グラウンドパンチ）                     | DEEP 126 IMPACT                                       | 2025年8月17日  |
| ○    | 山田聖真         | 3R 1:56 負傷判定3-0                                 | DEEP 123 IMPACT                                       | 2024年12月8日  |
| ×    | 木下カラテ       | 5分3R終了 判定1-2                                   | DEEP 120 IMPACT                                       | 2024年7月14日  |
| ×    | 青井人           | 5分3R終了 判定2-3                                   | DEEP 118 IMPACT 【DEEPフェザー級タイトルマッチ】      | 2024年3月9日   |
| ×    | リー・カイウェン | 5分3R終了 判定0-3                                   | Road to UFC Season2:Singapore 【トーナメント 準決勝】 | 2023年8月27日  |
| ○    | イーブーゲラ     | 5分3R終了 判定3-0                                   | Road to UFC Season2:Shanghai 【トーナメント 1回戦】   | 2023年5月27日  |
| ○    | 五明宏人         | 5分3R終了 判定5-0                                   | DEEP 112 IMPACT 【DEEPフェザー級暫定王座決定戦】      | 2023年2月11日  |
| ○    | 中村大介         | 5分3R終了 判定3-0                                   | DEEP 110 IMPACT                                       | 2022年11月12日 |
| ○    | 青井人           | 3R 2:25 TKO（左肘打ち→パウンド）                    | DEEP 107 IMPACT                                       | 2022年5月8日   |
| ×    | 牛久絢太郎       | 5分3R終了 判定1-4                                   | DEEP 105 IMPACT 【DEEPフェザー級タイトルマッチ】      | 2021年12月12日 |
| ○    | 平田直樹         | 5分3R終了 判定3-0                                   | DEEP TOKYO IMPACT 2021 2nd ROUND                      | 2021年6月19日  |
| ○    | DJ.taiki         | 5分3R終了 判定3-0                                   | DEEP 100 IMPACT〜20th Anniversary〜                   | 2021年2月21日  |
| ○    | 鬼山斑猫         | 2R 1:49 TKO（ドクターストップ：カットでの出血）     | DEEP 99 IMPACT                                        | 2020年11月2日  |
| ×    | 関鉄矢           | 2R 3:47 TKO（スタンドパンチ連打）                   | RIZIN.22 - STARTING OVER -                            | 2020年8月9日   |
| ○    | 遠藤来生         | 5分2R終了 判定3-0                                   | DEEP 94 IMPACT                                        | 2020年3月1日   |
| ○    | 星野豊           | 1R 1:47 KO（左フック）                              | DEEP 93 IMPACT                                        | 2019年12月15日 |
| ○    | 佐々木由大       | 1R 2:17 TKO（パンチ連打）                           | DEEP 91 IMPACT                                        | 2019年9月8日   |
| ×    | 加藤貴大         | 1R 3:35 リアネイキッドチョーク                      | DEEP 89 IMPACT                                        | 2019年5月12日  |
| ○    | 山口大登         | 1R 2:29 TKO（バーバルタップアウト：投げによる負傷） | DEEP 88 IMPACT                                        | 2019年3月9日   |
| ×    | 高塩竜司         | 1R 0:08 TKO（右ストレート→パウンド）                | DEEP 86 IMPACT                                        | 2018年10月27日 |
| ○    | 平澤宏樹         | 1R 4:24 TKO（パウンド）                             | DEEP 84 IMPACT                                        | 2018年6月30日  |

## 獲得タイトル
- DEEPフェザー級暫定王座（2023年）
- 第11代DEEPフェザー級王座（2023年）